# Kazimierz Biskupi
Kazimierz Biskupi (deutsch Kazimierz Biskupi, 1943–1945 Bischofsfelden) ist ein Dorf und Sitz der gleichnamigen Landgemeinde im Powiat Koniński der Wojewodschaft Großpolen in Polen.

## Gemeinde
Zur Landgemeinde (gmina wiejska) Kazimierz Biskupi gehören weitere 18 Ortsteile mit einem Schulzenamt (sołectwo):
Anielewo
Bochlewo
Cząstków
Daninów
Dobrosołowo (Doberslau 1943–1945)
Jóźwin
Kamienica
Kazimierz Biskupi
Komorowo
Kozarzew
Kozarzewek
Nieświastów (Steinhang 1943–1945)
Posada
Sokółki
Tokarki
Wieruszew
Władzimirów
Wola Łaszczowa
Weitere Ortschaften der Gemeinde ohne Schulzenamt sind:
Bielawy
Bieniszew
Bochlewo Drugie
Borowe
Dębówka
Dobrosołowo Drugie
Dobrosołowo Trzecie
Kamienica-Majątek
Komorowo-Kolonia
Ludwików
Marantów
Mokra
Olesin
Olszowe
Radwaniec
Smuczyn
Stefanowo
Tokarki Pierwsze
Tokarki Drugie
Warznia
Wierzchy
Wygoda